# Regione metropolitana Reno-Neckar

Localizzazione della regione metropolitana Reno-Neckar

La regione metropolitana Reno-Neckar (in tedesco Metropolregion Rhein-Neckar), conosciuta anche come "Triangolo Reno-Neckar" (in tedesco Rhein-Neckar-Dreieck), è una regione metropolitana della Germania situata nella parte sud-occidentale del paese, tra Francoforte e Stoccarda. Comprende le zone intorno alle città principali di Mannheim, Ludwigshafen e Heidelberg e raggiunge la popolazione complessiva di 2,4 milioni di abitanti. Comprende territori appartenenti a tre stati federati tedeschi (il Baden-Württemberg, la Renania-Palatinato e l'Assia).

## Storia
La regione, che ha preso il nome dai fiumi Reno e Neckar, è ufficialmente riconosciuta come regione metropolitana europea e succede allo storico stato dell'Elettorato del Palatinato. La città di Heidelberg con il suo castello e il centro storico è riconosciuta tra i patrimoni mondiali dell'umanità dall'UNESCO. La sua università è la più antica della Germania. Mannheim, dove Karl Benz inventò la sua prima automobile, è, d'altro canto, uno dei centri industriali più importanti della Germania. Il centro gemello, Ludwigshafen, sulla riva opposta del Reno, ospita il maggiore centro chimico-industriale mondiale, con la sede centrale della BASF. Le tre città principali sono circondate da una regione ricca e peculiare, che comprende il Palatinato, la seconda regione vinicola del paese ("Strada tedesca del vino "), la pittoresca valle del Neckar e le antiche città di Spira e Worms

## Industrie e lavoro
Le principali attività industriali della regione metropolitana sono:
- a Ludwigshafen, la BASF con i suoi impianti lungo il Reno per 15 km;
- a Mannheim: la DaimlerChrysler, la John Deere, la  Bombardier Transportation, la ABB (Asea Brown Boveri);
- a Heidelberg: la Heidelberger Druckmaschinen AG, la HeidelbergCement;
- a Walldorf: la SAP AG;
- a Eppelheim: la Wild-Werke e a Wiesloch la MLP AG.

Il tasso di disoccupazione a maggio del 2007 era del 6,4 per cento.

## Città e aree incluse
- Baden-Württemberg
  - Mannheim (324 787 abitanti);
  - Heidelberg (142 666 abitanti);
  - il Rhein-Neckar-Kreis (531 723 abitanti), con le città di Eberbach, Schwetzingen, Sinsheim, Walldorf, Weinheim e Wiesloch;
  - il Neckar-Odenwald-Kreis (151 043 abitanti), con le città di Buchen e di Mosbach.
- Assia
  - il circondario di Bergstraße (265 868 abitanti), con le città di Bensheim Bürstadt, Heppenheim, Lampertheim, Lorsch;
- Renania-Palatinato
  - Ludwigshafen (163 002 abitanti);
  - Frankenthal (Pfalz) (47 534 abitanti);
  - Landau in der Pfalz (41 687 abitanti);
  - Neustadt an der Weinstraße (53 898 abitanti);
  - Spira (50 280 abitanti);
  - Worms (80 955 abitanti);
  - il Rhein-Pfalz-Kreis (148 428 abitanti), con la città di Schifferstadt;
  - il circondario di Bad Dürkheim (134 869 abitanti), con le città di Bad Dürkheim e di Grünstadt;
  - il circondario di Germersheim (124 894 abitanti), con le città di Germersheim, Kandel e Wörth;
  - il Circondario della Weinstraße Meridionale (110 658 abitanti), con le città di Annweiler, Bad Bergzabern e Edenkoben.